# Корте Стангелини (Лука)
Корте Стангелини је насеље у Италији у округу Лука, региону Тоскана.
Према процени из 2011. у насељу је живело 53 становника. Насеље се налази на надморској висини од 14 м.